# 흥분성 아미노산 재흡수 억제제
흥분성 아미노산 재흡수 억제제(EAARI)는 하나 이상의 흥분성 아미노산 수송체(EAAT)를 차단하여 흥분성 시냅스후 전위에 속하는 신경전달물질인 글루타메이트와 아스파르트산의 재흡수를 억제하는 약물의 일종이다.

## 설명
흥분산 아미노산 재흡수 억제제의 예로는 디하이드로카이닌산(DHK), WAY-213,613, 흥분성 아미노산 수송체 2(GLT-1)의 선택적 차단제, 5가지 흥분산 아미노산 재흡수 억제제의의 비선택적 차단제인 L-trans-2,4-PDC가 있다. 암페타민은 도파민 뉴런에서 시냅스전 흥분성 아미노산 수송체 3(수송체 세포내 이입)의 선택적 비경쟁적 재흡수 억제제이다. 테아닌은 흥분성 아미노산 수송체(GLAST) 및 흥분성 아미노산 수송체 2(GLT-1)에서 경쟁적으로 재흡수를 억제하는 것으로 보고되었다. 

## 같이 보기
- 글루타메이터
- 화학 물질